# Abdulrahman al-Roomi
Abdulrahman al-Roomi (arabisch عبد الرحمن علي سليمان الرومي, DMG ʿAbd ar-Raḥmān ʿAlī Sulaimān ar-Rūmī; * 28. Oktober 1969 in az-Zulfī) ist ein ehemaliger saudi-arabischer Fußballspieler.

## Karriere

### Klub
Von der Saison 1985/86 bis zur Saison 2001/02 stand er bei al-Shabab unter Vertrag. In dieser Zeit gewann er mit seiner Mannschaft dreimal die Meisterschaft und dreimal den Pokal.

### Nationalmannschaft
Seinen ersten bekannten Einsatz für die saudi-arabische Nationalmannschaft hatte er am 9. September 1992 bei einem 1:1 gegen Syrien während des Arabischen Nationenpokals 1992, wo er in der Startelf stand. Nach einem weiteren Einsatz im Halbfinale kam er in beiden Partien der Mannschaft beim König-Fahd-Pokal 1992 zum Einsatz. Anschließend folgte die Asienmeisterschaft 1992, wo er mit seiner Mannschaft das Finale erreichte, sowie der Golfpokal 1992. Nach einem weiteren Freundschaftsspiel hatte er seinen letzten bekannten Einsatz in einem Qualifikationsspiel für die Weltmeisterschaft 1994 gegen Kuwait.